# Yakup Bugun
Yakup Bugun oder nach einigen Quellen auch Yakup Bugün (* 5. September 1987 in Sarıgöl) ist ein türkischer Fußballtorhüter.

## Karriere

### Verein
Bugun kam in der Kreisstadt Sarıgöl der Provinz Manisa auf die Welt und begann hier in der Jugend von Sarıgölspor. 2003 wechselte er in die Jugend von Altınordu Izmir und wurde hier in der Spielzeit 2006/07 in den Profikader aufgenommen und absolvierte in dieser Saison fünf Ligaspiele. In der darauffolgenden Spielzeit wurde er Stammtorhüter und stieg zum Saisonende mit seinem Team in die TFF 2. Lig auf. Nach einer Saison in der TFF 2. Lig wechselte er zum Sommer 2008 zum türkischen Erstligisten Trabzonspor. Hier wurde er zwei Spielzeiten lang an diverse Vereine der unteren türkischen Ligen ausgeliehen und 2010 an Denizlispor abgegeben. 
Im Sommer 2012 wechselte er ablösefrei zur Zweitmannschaft Trabzonspors, zum Drittligisten 1461 Trabzon. Für diesen Verein spielte er bereits in der Hinrunde der Saison 2008/09. Zum Sommer 2013 verließ Bugun 1461 Trabzon wieder und heuerte stattdessen beim Istanbuler Drittligisten Pendikspor an.

## Erfolg
Mit Altınordu Izmir
- Playoffsieger der TFF 3. Lig und Aufstieg in die TFF 2. Lig: 2007/08